# Teo Torriatte (Let Us Cling Together)
«Teo Torriatte (Let Us Cling Together)» («手をとりあって Te o Toriatte»; (укр. «Тримаймося разом»)) — пісня британського рок-гурту «Queen» з альбому «A Day at the Races» 1976 року. Написана Браяном Меєм, пісня була заключним треком альбому. 
Пісня примітна тим, що у ній два приспіви виконуються японською мовою, вона вийшла як сингл, суто в Японії, де досягла 49 позиції в чартах (Б-сторона містила пісню «Good Old-Fashioned Lover Boy»). Перекласти приспіви з англійської на японську допомогла шанувальниця гурту Тіка Кудзіраока. У цій пісні представлені пластикове піаніно і фісгармонія, на обидвох з яких зіграв Браян Мей. Гурт запросив місцевий хор для виконання приспіву наприкінці композиції. В альбомі пісня закінчується однохвилинним інструментальним вступом, в якому представлена мелодія в тоні Шепарда, яка насправді є повторенням початку пісні «Tie Your Mother Down»: що було призначено для створення ефекту «кола» в альбомі, типового, наприклад, для альбомів «Pink Floyd».

## Живе виконання
Пісню виконували в Токіо під час «Jazz Tour» у 1979 році та під час «The Game Tour» і «Hot Space Tour», коли гурт відвідав Японію у 1981 і 1982 роках відповідно. Коли «Queen» повернулися до Японії в рамках «Queen + Paul Rodgers Tour» у 2005 році, скорочену акустичну версію пісні зіграли під час сольного сету Мея. Таку ж схему використали для виступів «Queen + Adam Lambert Tour» в Японії влітку 2014 року. Два роки по тому, під час японських концертів «Queen + Adam Lambert Summer Festival Tour» 2016 року, пісню виконали в повному обсязі за участю всього гурту.

## Використання
Кавер-версії до «Teo Torriatte» випустила японська співачка Kokia у своєму різдвяному альбомі «Christmas Gift» 2008 року і американський рок-гурт «Mêlée» в японській версії свого альбому «The Masquerade», що вийшов у Японії 18 серпня 2010 року. Андре Матос (колишній співак бразильського гурту «Angra») випустив кавер-версію до пісні у японському виданні свого альбому «Mentalize» 2010 року. «Queen»-версія пісні також є однією з 38 пісень, включених до альбому «Songs for Japan» (складені у відповідь на наслідки землетрусу і цунамі в Тохоку), що вийшов 25 березня 2011 року.
Пісня з'явилася в декількох фільмах, включаючи «Професор Лейтон і Вічна Діва» 2009 року.

## Романізація назви
У назві пісні римськими літерами використовується застаріла форма романізації, із застосуванням частки «を» («wo»/«o») до слова перед ним. За сучаснішим звичаєм, «手 を と り あ っ て» буде романізуватися як «Te o Toriatte» або «Te wo toriatte».
Крім того, хоча обкладинка японського синглу подає романізовану версію назви як «Teo Toriatte», на задній обкладинці альбому «A Day at the Races» назва пісні написана з помилкою, як «Teo Torriatte» (з додаванням зайвої «r»).

## Живі записи
- «Super Live in Japan» (2005).

## Переклад приспіву
Частина приспіву, виконана японською мовою, виглядає наступним чином:
«手を取り合って　このまま行こう (Te o toriatte konomama ikou/Let's go hand in hand)
愛する人よ (Aisuruhito yo/my beloved.)

静かな宵に (Shizukana yoi ni/In a quiet evening)

光を灯し (Hikari o tomoshi/Light the light)

愛しき　教えを抱き (Itoshiki oshie o daki/Embracing loving teachings)»

Частина приспіву, виконана англійською мовою, є грубим перекладом:

«Let us cling together as the years go by,

Oh my love, my love,

In the quiet of the night

Let our candle always burn,

Let us never lose the lessons we have learned»

Український переклад:

«Давай будемо завжди вірні один одному,

О, моя любов, моя любов,

У нічній тиші

Нехай завжди горить наша свічка.

Давай не забуватимемо те, чому навчило нас життя»

## Музиканти
- Фредді Мерк'юрі — головний вокал
- Браян Мей — гітара, піаніно, фісгармонія, бек-вокал
- Роджер Тейлор — ударні, перкусія, бек-вокал
- Джон Дікон — бас-гітара

## Кавер-версії
- Бразильський співак/піаніст хеві-метала Андре Матос записав кавер-версію до пісні у 2009 році. Версія стала бонус-треком його другого сольного альбому «Mentalize», призначеного для японського ринку.
- Американський рок-гурт, «Mêlée» записав кавер-версію до пісні у 2010 році. Версія виглядає як один з японських бонус-треків їхнього третього альбому «The Masquerade».